# Scyllarus posteli
Scyllarus posteli är en kräftdjursart som beskrevs av Forest 1963. Scyllarus posteli ingår i släktet Scyllarus och familjen Scyllaridae. Inga underarter finns listade i Catalogue of Life.